# FK Szmarhony
Az FK Szmarhony (belarusz nyelven: Футбольны Клуб Смаргонь, magyar átírásban: Futbolni klub Szmarhony) egy fehérorosz labdarúgócsapat Szmarhonyban, Fehéroroszországban, jelenleg a fehérorosz másodosztályban szerepel.